# Hidraulični tijesak
Hidraulični tijesak, hidraulična preša ili hidraulička preša je uređaj s pomoću kojega se mogu proizvesti vrlo velike sile tlačenja, dizanja, probijanja, oblikovanja i slično. Sastoji se od dvaju međusobno spojenih hidrauličkih cilindara, ispunjenih tekućinom. Hidraulična preša djeluje na principu jednakoga širenja tlaka na sve strane u tekućinama (Pascalov zakon). Tlak u malome cilindru nastaje zbog gibanja malog klipa, koji se pomiče ručno preko poluge ili elektromotorom. Tlak proizveden u malome cilindru prenosi se u veliki cilindar, gdje djeluje na veliki klip. Tlakovi su u oba cilindra jednaki, ali zbog različitih promjera klipova sile su na klipovima i brzine pomicanja klipova različite. Sila koja podiže veliki klip onoliko je puta veća od sile kojom mali klip pritišće tekućinu koliko je površina presjeka velikog klipa veća od površine presjeka malog klipa. Brzine pomicanja klipova obrnuto su razmjerne (proporcionalne) površinama klipova, to jest hod velikoga klipa onoliko je puta manji od hoda maloga klipa koliki je omjer površine presjeka klipova. Dio je hidraulične preše i spremnik tekućine, iz kojega pumpa (mali cilindar), preko nepovratnoga ventila siše tekućinu za dizanje velikoga klipa, u koji se tekućina vraća posebnim vodom kada se klip spušta. Kao radna tekućina danas se najčešće upotrebljava ulje (hidraulički fluid) ili emulzija ulja s vodom.
Hidraulični tijesak omogućuje da se primijenjena sila F1 duž nekog puta pretvori u veću silu F2 duž manjeg puta i da se sila poveća onoliko puta koliko je površina gonjenog hidrauličkog cilindra S2 veća od površine pogonskog hidrauličkog cilindra S1:
{\displaystyle F_{2}=F_{1}\cdot {\frac {S_{2}}{S_{1}}}\ }
Hidraulička preša radi na osnovu Pascalovog zakona. Pascalov zakon je temeljni zakon hidrostatike, koji kaže: u tekućini koja se nalazi u zatvorenoj posudi vanjski tlak širi se jednako na sve strane, to jest čestice tekućine prenose tlak u svim pravcima jednako. To znači da vrijedi:
{\displaystyle p_{1}=p_{2}}
{\displaystyle {\frac {F_{1}}{S_{1}}}={\frac {F_{2}}{S_{2}}}}

## Primjena hidrauličkih preša
Male prijenosne hidraulične preše služe kao dizalice za automobile, ali se izrađuju i za sile dizanja veće od 106 N (100 tona). Stabilne hidraulične preše služe kao dizalice (na primjer u autoservisima) i kao preše u mnogim granama industrije. Hidraulične preše imaju svestranu primjenu, ali im je nedostatak mala radna brzina.
Kod preša su općenito potrebne velike sile pritiska, a shodno tome i pogonski hidraulički cilindri velikog promjera. Pri brzom kretanju takvih cilindara javljaju se veliki protoci. Ako se takvo kretanje ostvaruje snagom hidrauličke pumpe (C), potrebne su i pumpe velikog kapaciteta. Zato se brzi hod hidrauličke preše obavlja pomoću dodatnih manjih hidrauličkih cilindara brzog hoda (A), a za punjenje glavnog cilindra (B) se za to vrijeme koriste nepovratni ventili s hidrauličkim deblokiranjem (D), tzv. ventili za punjenje. Glavni cilindar puni se samo s jedne strane, dok je druga povezana s atmosferskim zrakom (jednoradni cilindar). Početno brzo kretanje preše prema dolje vrši se pomoću dva manja cilindra za brzi hod. Hidraulički fluid se pri tome dovodi u oba mala cilindra, dok fluid u glavni cilindar dotiče putem ventila za punjenje iz zasebnog spremnika za punjenje (E) smještenog iznad glavnog ventila. Kad alat preše nalegne na izradak, povećava se opterećenje preše (sila F), pa tlak fluida u sustavu raste. Tada se otvara tlačni uključni ventil (G), pa sva tri cilindra dolaze pod puni tlak. Daljnje kretanje prema dolje vrši se pomoću sva tri cilindra. Povratno kretanje preše obavlja se u potpunosti pomoću cilindara brzog hoda. Pod utjecajem tlaka fluida deblokira se ventil za punjenje (E), pa pri kretanju prema gore klip glavnog cilindra samo potiskuje radni fluid natrag u spremnik za punjenje, što za cilindre brzog hoda predstavlja dodatno opterećenje.

## Vanjske poveznice
- Hydraulic Tools Website  Arhivirana inačica izvorne stranice od 16. studenoga 2020. (Wayback Machine)